# Char 2C
De Char 2C is een superzware Franse tank ontwikkeld tijdens de Eerste Wereldoorlog. Uiteindelijk werden er in 1921 tien exemplaren gebouwd van wat toen de zwaarste tank ter wereld was; deze bleven in dienst tot 1940, toen ze door de Fransen werden vernietigd om te voorkomen dat ze in Duitse handen zouden vallen.
De Char 2C is de grootste tank die ooit operationeel geweest is.

## Ontwikkelingsgeschiedenis

### Ontwerp
De precieze omstandigheden rond de ontwikkeling van de Char 2C zijn niet erg duidelijk. In juli 1916 werd de productie voorbereid van de eerste twee Franse tanks: de Schneider en de St Chamond. Hoewel met deze twee types nog niet de geringste gevechtservaring was opgedaan, gaf generaal Léon Mourret, onderstaatssecretaris van de Artillerie, in augustus aan de scheepswerf Les Forges et Chantiers de la Méditerranée (FCM) opdracht een zware tank te ontwikkelen. Hoe die order was gespecificeerd en wat de tactische overwegingen waren, blijft onbekend. Misschien dat overwegingen van politieke of frauduleuze aard een rol gespeeld hebben zoals bij de St Chamond.
Het project moet al snel in het slop geraakt zijn bij FCM, want op 12 oktober 1916 deed Mourret een dringend beroep op autofabrikant Louis Renault om FCM assistentie te verlenen bij het ontwerp. Na de Britse inzet van tanks op 15 september was het politiek uitermate riskant geworden om ook maar de schijn te wekken verantwoordelijk te zijn voor de Franse achterstand in de ontwikkeling van tanks. Mourret was zo geschrokken van de stand van zaken bij de scheepswerf dat hij hun de leiding van het project op 30 september heeft ontnomen. Renault ging voortvarend te werk; mogelijk had de eigen ontwerpafdeling die zomer naast de lichte FT-17 al een zware tank ontwikkeld.
Generaal Jean Baptiste Eugène Estienne, de commandant van de nieuwe Franse pantsertroepen, stond in nauw contact met Renault in verband met de introductie van de FT-17. Hij raakte gealarmeerd door de verhalen over de ontwikkeling van de zware tank. In een brief van 27 november 1916 aan opperbevelhebber Joffre uitte Estienne zijn bezorgdheid. Estienne gaf aan dat zware tanks in principe heel nuttig werk konden doen. Maar het opzetten van hun productie zou zoveel capaciteit opslorpen dat er geen lichte tank meer geproduceerd kan worden - en dat terwijl het nog jaren kon duren voordat ze operationeel werden. Albert Thomas, de minister van Wapenproductie, bleek echter een voorstander van de productie van zware tanks en Joffre liet de kwestie betijen.
Ondertussen had Mourret reeds op 20 oktober een officiële opdracht aan FCM laten uitgaan voor de productie van één prototype. Op 30 december 1916 werd het project op papier gepresenteerd aan het Raadgevend Comité van de Stormartillerie. Op 17 januari 1917 kon voor hetzelfde orgaan een houten maquette, schaal 1/1, onthuld worden. Eind januari leerde de nieuwe opperbevelhebber, generaal Robert Nivelle, van het project. Op 29 januari stuurde hij een ontradend schrijven aan Thomas. Die had echter al op 1 februari de bouw goedgekeurd van drie gelijktijdig te ontwikkelen prototypes: de Char A, met 75 mm-kanon en een gewicht van 30 ton; de Char B met een verlengd chassis van 8,29 m en een extra mitrailleuse, gewicht 40 ton; en de Char C met 105 mm-kanon en een elektrische transmissie, gewicht 62 ton.
Op 1 december 1917 werd het eerste prototype, onder de naam FCM 1A, gepresenteerd aan de onderzoekscommissie. Ondertussen was er veel veranderd. Nivelle was opgevolgd door Philippe Pétain en Estienne was lid geworden van de commissie. Mourret had een andere functie gekregen. Estienne voelde aan dat de publieke opinie sterk ten gunste van zware tanks was veranderd. Ook moest Frankrijk minstens de indruk wekken te werken aan een eigen zware tank, wilde het in aanmerking komen voor levering van de zware Mark VIII Liberty-tank door de Britten en Amerikanen. De commissie koos voor de doorontwikkeling van het zwaarste prototype, de Char C. Pétain legde bijkomende specificaties op en stelde een onredelijk aantal te leveren tanks voorop. Zo wist hij zeker dat het project vertraging zou oplopen terwijl hij toch kon rekenen op de levering van Liberty-tanks.

### Productie
Na de Duitse overgave op 11 november 1918 werden de meeste Franse wapencontracten al snel geannuleerd, zo ook dat voor zware tanks. Er was nog geen tank gebouwd en geen productielijn opgezet. Maar dan volgde toch nog een definitieve order voor de bouw van tien exemplaren. Dit gebeurde om de zware industrie te ondersteunen en ook om andere voorstellen voor zware tanks af te stoppen. Bij FCM maakten de ingenieurs Jammy en Savatier het ontwerp af. Dat had dan al de naam Char 2C. De voertuigen werden vrijwel gelijktijdig afgebouwd, geleverd in 1921 en door de fabriek begeleid tot 1923.

## Beschrijving

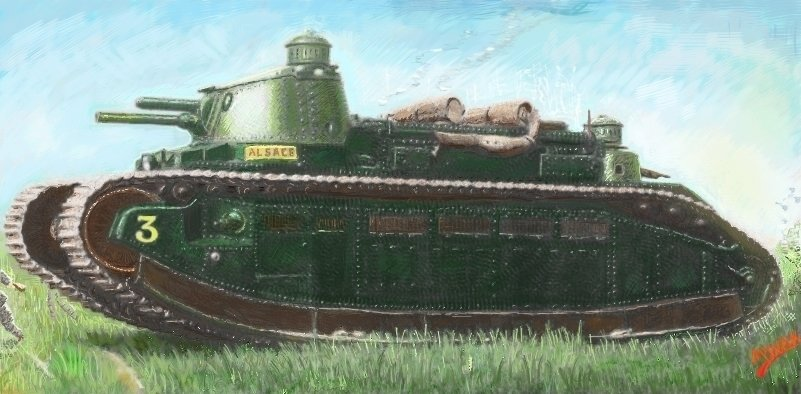
De Char 2C Alsace

De Char 2C is de enige superzware tank die ooit in productie genomen is. Dat is een tank die met opzet is ontworpen om veel groter te zijn dan de andere operationele tanks. De Britten bouwden al in 1916 een 100 ton zware tank met de bijnaam: Flying Elephant. Duitsland was bijna klaar met twee prototypes van de K-Wagen van 120 ton. Rusland produceerde een prototype van de "Tsaartank": een reusachtige driewieler. Geen van die voertuigen werd ooit door een leger in gebruik genomen. De Char 2C is hierdoor enig in zijn soort. 

### Afmetingen
Met zijn 68 ton gevechtsgewicht is hij net iets lichter dan de Tiger II. Met een breedte van drie meter is de Char 2C niet zeer uitzonderlijk breed. Ook deze tank moest per spoor vervoerbaar blijven. De hoogte van 4,09 meter en de lengte van 10,27 meter, zonder de afneembare staart van twee meter, maken de tank wel uitzonderlijk. 

### Binnenkant
De Char 2C had een grote bemanning van twaalf man. Aan de linkervoorkant bevond zich de voorste gevechtsruimte met de zitplaatsen van de chauffeur en rechts van hem de voorste mitrailleur. Hij zat aan de kogelbol van een 8 mm mitrailleuse. In de tegenoverliggende wand bevond zich rechts haar tegenhanger. Beide werden bediend door een eigen mitrailleur.
De koepel is geplaatst is op een cirkelvormige verbreding van de romp. Via een laddertje kon men naar boven de conische toren in klimmen. De Char 2C was de eerste tank met een driemanskoepel. De schutter zat  rechts van het kanon; de tankcommandant links. De man achter de schutter moest zodoende met de linkerhand het 75 mm kanon laden. Het platte dak dat de kegel van de toren afstompt bevat geen enkel luik. Dat bevindt zich in de achterwand. Ook de commandokoepel heeft geen luik. De commandant beschikte over een stroboscopisch vizier. Een binnenste vaste pantserstalen cilinder was gevat in een buitenste. Beide waren voorzien van verticale sleuven. Een elektromotor in het dak van de constructie deed de losse buitenste cilinder snel ronddraaien om een onbelemmerde waarneming van de buitenwereld te bieden. Door de onbetrouwbaarheid van de motor werd het stroboscopisch vizier in de praktijk echter zelden in werking gesteld. De commandant zette het hele geval meestal op een kiertje.
De elektricien had een plaats in de centrale loopgang die naar de achterste gevechtsruimte voert. Verderop in de gang zat de mecanicien. Achterin aan de linkerkant van het voertuig zaten de seiner en de achterste mitrailleur in een koepeltje (ook voorzien van stroboscopisch vizier) drie meter hoog op het achterdek. Aan de rechterachterkant was een deur om de tank te verlaten. Ook was er een noodluik. Daar tegenover zat meestal het twaalfde bemanningslid, de hulpmecanicien.
De tank beschikte over een 18 pk Ballot viertaktmotor. Deze dreef een 80 volt dynamo aan. Die wekte voldoende vermogen op om de elektricien vier meter naar voren een 600 volt dynamo op spanning te laten brengen. De elektrische stroom liet de bougies vuren van twee 200 pk Mercedes benzinemotoren, geroofd uit Duitse Zeppelins. De motor werd gevoed met benzine uit zeven 180 litertanks. Elke motor dreef een rupsband aan. De motoren dreven ook de elektromotoren van de transmissie aan. Net als de St Chamond beschikte de Char 2C over een petro-elektrische aandrijving ter verhoging van het koppel. De beide elektrische tractiemotoren drijven op hun beurt weer de tweemaal zes raderen van de versnellingsbakken aan. Uiteindelijk is het de barbotin, het aandrijfrad, dat de kracht op de rupsband overbrengt.
Om te sturen moest de chauffeur het vermogen van beide elektromotoren regelen. In noodgevallen kon de spanning van de twee 600 volt dynamo's of de 80 volt dynamo direct naar de elektromotoren gevoerd worden. Toen later, eveneens buitgemaakte, Maybach-motoren van 250 pk geïnstalleerd werden, bereikte men op vol vermogen een maximumsnelheid van 15 km/u met een bereik van 150 kilometer. De Char 2C was hiermee een van de snelste tanks van zijn tijd. Het vergroten van een tank maakt hem weliswaar minder wendbaar, maar niet minder snel.

### Bepantsering
Zijn grootte en lage snelheid maakten de Char 2C zeer kwetsbaar voor vijandelijke artillerie. Aan boord lagen 1260 liter benzine, 124 brisantgranaten en 9504 kogels. Het dak had maar een pantsering van 10 mm wat de tank kwetsbaar maakte voor van boven inslaande granaten. De bodem was beschermd met een pantsering van 13 mm. De zijkanten, waar zich ingebouwd in het loopwerk de brandstoftanks bevonden, was beter gewapend met 22 mm; dezelfde pantsering had het achterste torentje. De hoofdkoepel was zwaarder met 35 mm. Het zwaarst waren de pantserplaten aan de voorkant: een volle 45 millimeter.

## Operationele geschiedenis
De Franse tankhistoricus Jean-Gabriel Jeudy blijft in zijn Chars de France steken in de vraag waarom de tanks in zo'n klein aantal werden geproduceerd dat de uitwerking op het slagveld vrijwel nihil zou zijn geweest, terwijl ze inmiddels al waren achterhaald door de technische en tactische ontwikkelingen.
De bronnen wijzen in de richting van een paradox. Degen die de productie op liet starten, generaal Estienne, zag de zware tank nog steeds als een groot kwaad, en juist daarom liet hij hem produceren. Dankzij zijn ruime ervaring in vrede en oorlog had hij een diep inzicht verkregen in de psychologische processen die ten grondslag liggen aan iedere militaire technologische ontwikkeling. Hij besefte dat de gigantomanie een eeuwige verleiding blijft voor soldaat en politicus. Beter dan de neiging te verdringen met de permanente dreiging van een plotse volledige omslag, kon men gecontroleerd aan haar toe geven. Dus schreef hij een richtlijn voor de toekomstige tankontwikkeling die het hele interbellum bepalend zou blijven. Daarin werd voorzien in een char léger, een char de bataille en, jawel, een char lourd. En die laatste was natuurlijk al aanwezig in de gedaante van de Char 2C. Door die dwingende conceptualisering werd ieder nieuw zwaar tankproject voor lange tijd de pas afgesneden. De superzware tank was er dus opdat hij er niet zou zijn.
In 1921 komen de tien Char 2C in gebruik bij hun eerste eenheid: de Groupement Lourd III. In 1923 wordt dit het derde bataljon van het 551e Régiment de Chars de Combat. De in plaats van de Liberty aangeschafte 76 Britse Mark V tanks vormen de andere twee bataljons. Februari 1929 worden deze tanks omgebouwd tot dépanneurs en artillerietrekkers en de Char 2C's gaan zelfstandig verder als het 51e Bataillon de Chars Lourds. Maart 1930 wordt deze eenheid opgeheven, drie tanks gaan de organieke sterkte vormen van de 7e compagnie van het 511e RCC, de andere zeven gaan in de opslag. Na de mobilisatie van september 1939 wordt de 511e RCC omgevormd tot de 511e Groupement de Bataillons de Chars. De Char 2C krijgt nu weer een eigen bataljon met de oude sterkte van tien: het 51e BCC wordt (her)opgericht. Uiteindelijk wordt dit bataljon herplaatst naar de 513e GBC. Hier dient de Char 2C broederlijk met zijn oude concurrent, de FT-17.
De wanverhouding tussen de reus en de dwerg wordt een geliefd onderwerp voor de propagandafotografen. Om de moed bij het Franse volk erin te houden laat men het monster uitgroeien tot een filmheld die voor de bewonderende ogen van de bioscoopbezoeker alles bestijgt, overschrijdt en verplettert – tot hele forten aan toe. Voor het ruimere Britse en Duitse publiek, dat nog nooit van het obscure tanktype gehoord had, komt dit optreden als een schok. De Char 2C verwerft al gauw de status van een mythische supertank, waarvan de afmetingen sterk overdreven worden.
Het Franse leger had al eerder de propagandawaarde van de voertuigen verbeterd door ze een eigen naam te geven. Terwijl de tanks in het begin van de jaren twintig nog zeer prozaïsch genummerd waren van een tot en met tien, werden ze later hernummerd en als volgt vernoemd naar de nobele gewesten van la Douce France:
- 90: Poitou
- 91: Provence
- 92: Picardie
- 93: Alsace
- 94: Bretagne
- 95: Touraine
- 96: Anjou
- 97: Normandië
- 98: Berry
- 99: Champagne

In 1939 wordt de Normandie hernoemd tot Lorraine.
Het 51e BCC doet in september 1939 niet mee aan het halfhartige Saaroffensief dat verlichting moet brengen aan de Poolse bondgenoot, hoewel het bataljon in de Maginotlinie gelegerd is. Men beseft dat het materieel eigenlijk niet meer geschikt is voor een moderne oorlog. Als de Duitse pantserdivisies op 10 juni 1940 bij de uitvoering van Fall Rot het Franse front openscheuren, besluit men de tanks niet in handen van de vijand te laten vallen. De tanks worden 12 juni op railtransport gesteld. Op weg naar het station van Landres krijgen de Picardie en de Touraine panne en worden opgeblazen. Het is dus niet zo dat deze tanks al eerder "gekannibaliseerd" waren om er bruikbare onderdelen uit te halen. Het enorme konvooi van ruim 100 wagons - de tanks zelf hangen ieder zonder ondersteuning tussen twee wagons in; geen enkele beschikbare wagon kan het gewicht in z'n eentje aan - poogt zich een weg naar het zuiden te banen. Op 14 juni volgt een bombardement van de Italiaanse luchtmacht dat van alles raakt behalve het konvooi zelf. De dag erna komt het einde. Vijftien kilometer ten zuiden van Neufchâteau blijkt een brandstoftrein door de Duitse luchtmacht in brand geschoten. Er ontstaat een file. De tanks kunnen niet meer voor- of achteruit en zelfs niet van hun wagons af. De vijand dringt uit het noorden op. Men besluit alle munitie in de tanks te stouwen, de brandstofleidingen door te snijden en in vlam te steken. Stuk voor stuk exploderen de tanks.

## Versies en projecten
In 1926 wordt tank numero 9, de latere Champagne, gebruikt voor een experimentele ombouw. De oorspronkelijke koepels worden verwijderd en vervangen door gegoten koepels, een koepel met 75 mm kanon voor de achterzijde en een korte 155 mm houwitser in de hoofdtoren. Om plaats te maken voor de munitie gooit men de mitrailleuses aan de zijkanten eruit. Experimentele thermische motoren van Sauter-Harlé moeten de gewichtsvermeerdering tot liefst 74 ton compenseren. In de literatuur vindt men dit voertuig terug onder de naam Char 2C bis, maar het is niet duidelijk of dit de officiële benaming was voor het project. Kennelijk verliepen de beproevingen niet naar wens want de tank wordt datzelfde jaar nog teruggebracht in de oude toestand. De nieuwe koepels vinden hun bestemming in de Marethlinie in Tunesië.
Eind 1939 besluit men de commandotank van de eenheid, de numero 97 Lorraine, van een zwaarder pantser te voorzien om hem immuun te maken voor Duitse antitankkanonnen. Hij krijgt een bepantsering van 90 mm aan de voorkant en de koepel, 65 mm aan de zijkant. Ook de uit het dak omhoogstekende motoren worden nog eens extra beschermd door een omhullend pantser. De dode hoek van de hoofdtoren - die kon maar 320 graden ronddraaien - wordt hierdoor nog verergerd. Het gewicht neemt toe tot ruim 75 ton, waaronder een halve ton aan oude verflagen! De Lorraine is hiermee de best bepantserde tank van 1939 en de zwaarste operationele tank uit de geschiedenis.
Als Hitler de Westwall, ofwel "Siegfriedlinie" begint op te bouwen, lijkt er in 1936 een reële operationele behoefte te ontstaan aan een superzware tank om Duitse fortificaties te overwinnen. De gigantomanie heeft toch weer een ingang tot de geesten gevonden. Dat jaar sterft Estienne. Het ministerie van defensie schrijft een ontwerpopdracht uit voor een tank die zelfs de pantsergranaat van het, dus toen al benauwenis opwekkende, Duitse 88 mm luchtafweerkanon moet kunnen weerstaan. Vier firma's nemen de uitdaging aan, waaronder de oude producent van de Char 2C, FCM, dat zelf met vier voorstellen komt. De houten maquette van het laatste uit 1940, de FCM F1 laat een gigant zien van 139 ton met een achterste hoofdtoren met lang 90 mm kanon, een voorste koepel met 47 mm antitankkanon, zes mitrailleuses en een bepantsering van 100 mm rondom. Romplengte 10,53 meter, hoogte 4,21 meter. De Duitse inval maakt een eind aan het project, maar de Britten en de Amerikanen maken in 1944 voor dezelfde Siegfriedlinie de al even vruchteloze Tortoise respectievelijk T-95.

## Afloop
Er schuilt een bittere ironie achter het verhaal van de Char 2C. Estienne had de tank eigenlijk in leven geroepen om de dreiging van de FCM 1A af te wenden en zo de overwinning van 1918 veilig te stellen. Maar onwetend bezegelde hij zo meteen de nederlaag van 1940. Het ontwerp van Rodolphe Ernst-Metzmaier was zo modern dat het zonder al te veel aanpassingen een tank had kunnen opleveren die verreweg superieur was geweest aan de moderne tanks die Frankrijk in werkelijkheid in 1940 zou inzetten. Met zijn driemanskoepel had hij de tactische flexibiliteit gehad die de strategische fouten van het Franse opperbevel nog had kunnen goedmaken. Zijn prijs zou minder geweest zijn dan die van de Char B1 bis. Hij had de SOMUA S35 overbodig gemaakt. De afloop van 1940 was een andere geweest.
Een heel andere dan in ons 1940, waar Goebbels onmiddellijk een propagandaslag slaat door de wrakken van de Char 2C's breeduit in de pers te afficheren als slachtoffers van Duitse duikbommenwerpers. Göring maakt er goede sier mee. Churchill vermeldt het in zijn memoires over de Tweede Wereldoorlog met als gevolg dat talloze boeken de Duitse propagandaleugen overnemen.
De tanks hebben nog een andere propagandafunctie. Tijdens tegenoffensieven bij Amiens en Abbeville sloeg de Duitse infanterie voor Franse tanks op de vlucht? Geen teken van lafheid, ze werden immers aangevallen door Französische Riesenpanzer! En de Duitsers beschikten zelf ook over een hele vloot van dergelijke supertanks - fotoreportages van de prototypes van een afgewezen tankproject, de Neubaufahrzeuge, moesten als bewijs dienen - en hebben daarmee de Fransen verslagen. De Britse pers trapt er volledig in.
De meeste wrakken van het konvooi gaan naar de schroothoop. Aangezien de Lorraine over het dikste pantser beschikt dat de Duitsers ooit op een tank hebben aangetroffen, gebruiken ze het wrak voor schietproeven met hun nieuwste kanonnen. De Champagne wacht echter een ander lot. Bij deze tank is de munitievoorraad niet volledig geëxplodeerd - alleen is de commandokoepel van de hoofdtoren geslagen. De tank wordt naar Berlijn gevoerd om daar als overwinningstrofee te worden tentoongesteld. Tot 1948 verblijft hij daar. Daarna ontbreekt de Char 2C ieder spoor. Zo is de laatste geruchten rond de Char 2C: dat er ergens in een loods van het Russische Kubinka Museum nog een reuzentank staat te wachten op zijn terugkeer naar het Franse Vaderland. Tot op de dag van vandaag is de Char 2C niet meer teruggekeerd naar Frankrijk. 